# Jacques Peletier du Mans
Pour les articles homonymes, voir Jacques Pelletier et Pelletier.

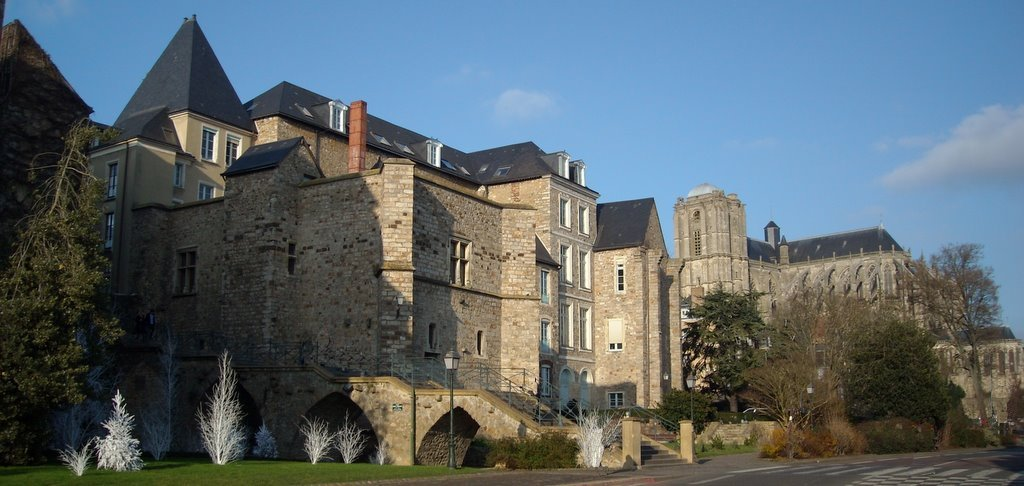
Les Jardins Jacques-Pelletier du Mans

Jacques Peletier du Mans, ou Pelletier, né au Mans le 25 juillet 1517, mort à Paris en 1582 ou 1583, est un mathématicien, médecin, grammairien et un poète humaniste français, membre de la Pléiade. 
Il est un des premiers avec Guillaume Gosselin à user de lettres en algèbre pour résoudre les systèmes d'équations linéaires. Préfigurant la logistique spécieuse, ses notations et ses exigences de fonder de façon abstraite les mathématiques font de lui un précurseur immédiat de François Viète.

## Biographie

### Formation

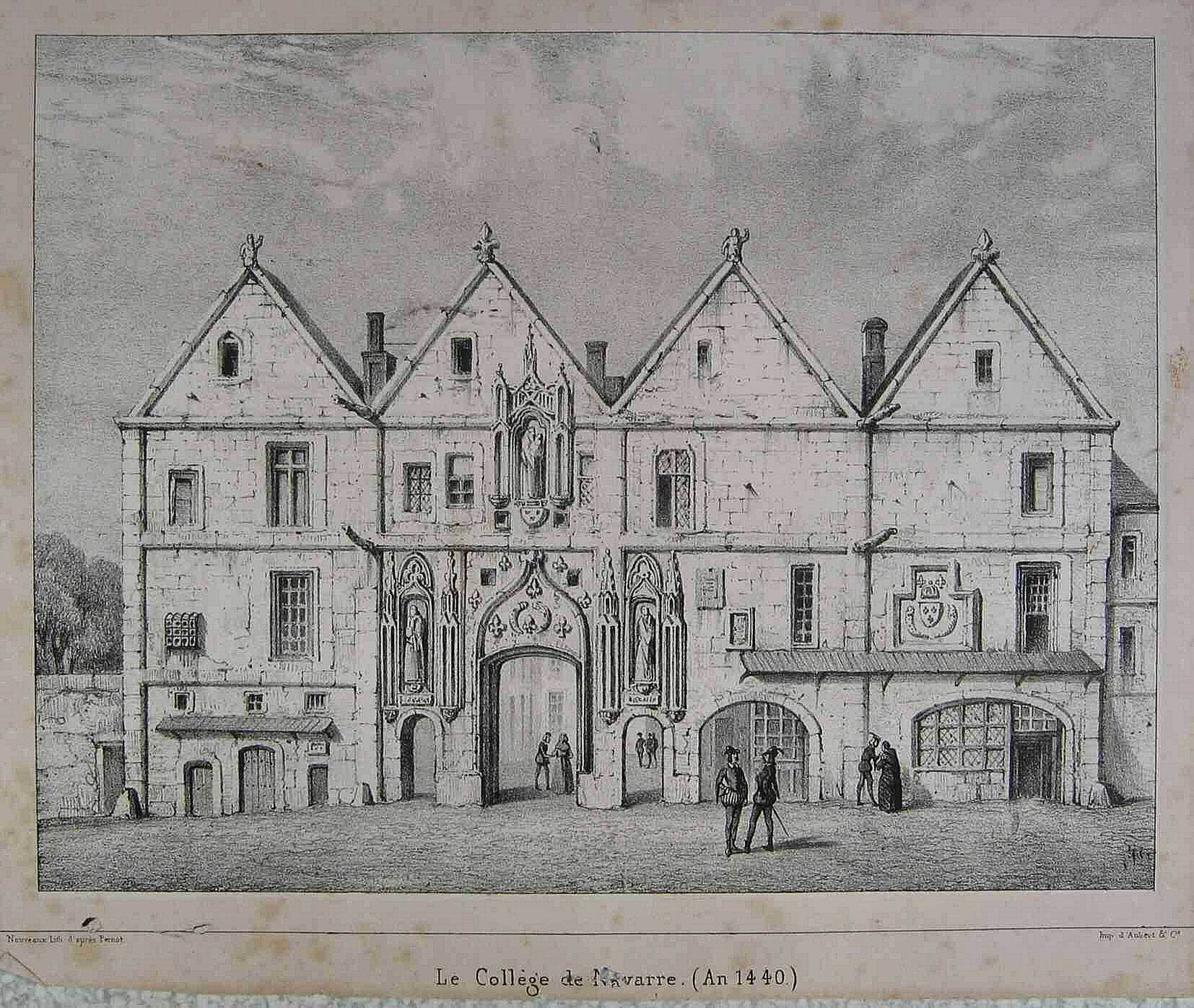
Collège de Navarre en 1440

Jacques Peletier est né dans une famille nombreuse (il est le neuvième des quinze enfants de l'avocat Pierre Pelletier et de Jeanne le Royer) ; son père est féru d'astrologie et note l'heure de sa naissance, à quatre heures du matin. Avocat du Sénéchal du Maine et Bailli de Touvoie, employé par la maison épiscopale, ce père le pousse vers des études de théologie et de droit ; mais de ses rencontres avec Jean Spineus, un ami de la famille, médecin et astrologue, naît cependant un amour des sciences. De cette époque datent également ses premiers démêlés avec l'orthographe et la grammaire.
Vers treize ans, il monte à Paris, et se tourne vers la philosophie, qu'il étudie au Collège de Navarre, à Paris, où son frère Jean (de neuf ans son aîné) est professeur de mathématiques et de philosophie et Ramus son condisciple. Il étudie également les mathématiques et la médecine en autodidacte, puis revient au Mans, exercer son droit pendant cinq ans (vers 1538), probablement aidé par son frère Victor. Peu après, il apprend le grec, qui n'était pas pour lors enseigné au collège de Navarre. 
Fréquentant le cercle littéraire de Marguerite de Navarre, il devient vers 1539 secrétaire de l'évêque René du Bellay (grand cousin du poète). On le retrouve au Mans en 1540 et, à nouveau, de 1541 à 1543, discutant déjà avec son protecteur de ses projets de réformes orthographiques. Il traduit alors  L’art poëtique d’Horace en vers français, où il plaide déjà pour l'utilisation de la langue vernaculaire et se lie d'amitié avec Pierre de Ronsard (tonsuré pour obtenu une cure, au Mans, le 6 mars 1543) et Joachim Du Bellay, dont on enterre l'oncle Guillaume du Bellay le 5 mars de la même année. Avec eux, Jacques Peletier fait partie des sept poètes formant la Pléiade. C'est à lui que Ronsard montre en 1543 ses premières odes.

### Au collège de Bayeux

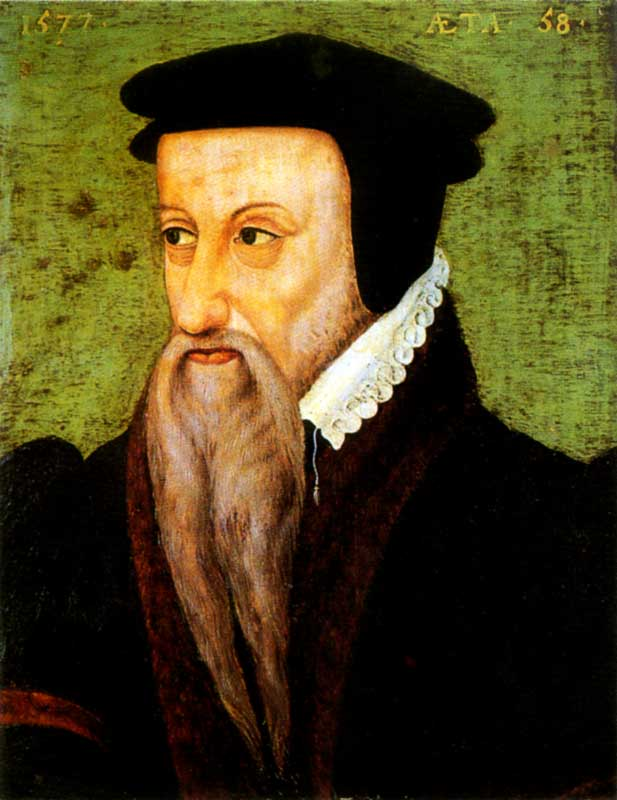
Théodore de Bèze (1519-1605)

En 1543, le 6 novembre, il est nommé  recteur du Collège de Bayeux à Paris.
En 1541, il publie des commentaires sur Gemma Frison dans son Arithmeticae practicae methodus facilis, et la même année sa traduction d'Horace (la première traduction de l’Art poétique). En 1546, il est à Paris avec Ronsard et conseille à Du Bellay de préférer l'ode et le sonnet ; son jeune ami entre comme élève au collège de Coqueret. En 1547, il  prononce l’oraison funèbre d’Henri VIII et publie ses premières Œuvres poétiques, qui comprennent des traductions des deux premiers chants de l’Odyssée d’Homère et du premier livre des Géorgiques de Virgile, douze sonnets de Pétrarque, trois odes d’Horace et une épigramme dans le style de Martial ; ce recueil de poésie inclut également les premières poésies publiées de Joachim du Bellay et de Pierre de Ronsard.
Il fréquente alors un groupe d’humanistes autour de Théodore de Bèze, Jean Martin, et Denis Sauvage. Il finit toutefois par s'opposer au premier d'entre eux à propos de la réforme de l'orthographe. Cette réforme, née sous la plume d'un anonyme d'Abbeville, et reprise en 1542 par Louis Meigret et ses successeurs, Guillaume des Autels, Peletier du Mans, Ramus et Honoré Rambaud, rencontre une farouche opposition chez Théodore de Bèze et un grand nombre de « conservateurs ».

### De l'arithmétique à l'algèbre en passant par l'orthographe
En 1547, Jacques Peletier quitte son poste de recteur, qu'il juge ennuyeux, pour voyager, et achève ses études de médecine entre 1549 et 1552. Il subit une crise de dysenterie alors qu'il est reçu médecin. Puis il visite Bordeaux, Poitiers, Lyon et Bâle, vivant de ses leçons de mathématiques et de sa pratique médicale. En 1549, il publie sa propre Arithmétique départie en quatre livres, un des premiers livres du genre en français après ceux de d'Estienne de La Roche et Nicolas Chuquet, cinq ans avant celui de Jean  Trenchant.
En 1550, il plaide enfin ouvertement pour une profonde réforme de l'orthographe dans son Dialogue de l'ortografe et prononciation françoese. Il encourage notamment à enseigner les sciences dans un français rénové. Sa tentative de réforme de l’orthographe se heurte toutefois  à l'habitude prise depuis la Renaissance de modeler le vocabulaire français sur ses racines latines. Pendant ces années passées entre Bordeaux, Poitiers et le Piémont (vers 1554), où il a peut-être été le précepteur du fils du maréchal de Brissac, Peletier préconise une orthographe phonétique utilisant de nouveaux signes typographiques, qu’il a continué à employer dans toutes les œuvres qu’il a publiées. C’est la raison pour laquelle « Peletier » est toujours orthographié avec un seul « l ». Néanmoins, cette réforme est mal perçue et son orthographe phonétique rebute les lecteurs.
En 1554, il publie à Lyon, en langue française, chez Jean Tournes, une Algèbre départie an deus Liures où il développe les idées de l'Arithmetica intégra de Michael Stifel (1544). On lui doit en particulier l'introduction de plusieurs variables pour résoudre une équation. Ce travail original le situe comme un prédécesseur immédiat de François Viète et de sa logistique spécieuse.

### Lyon et l'art poétique

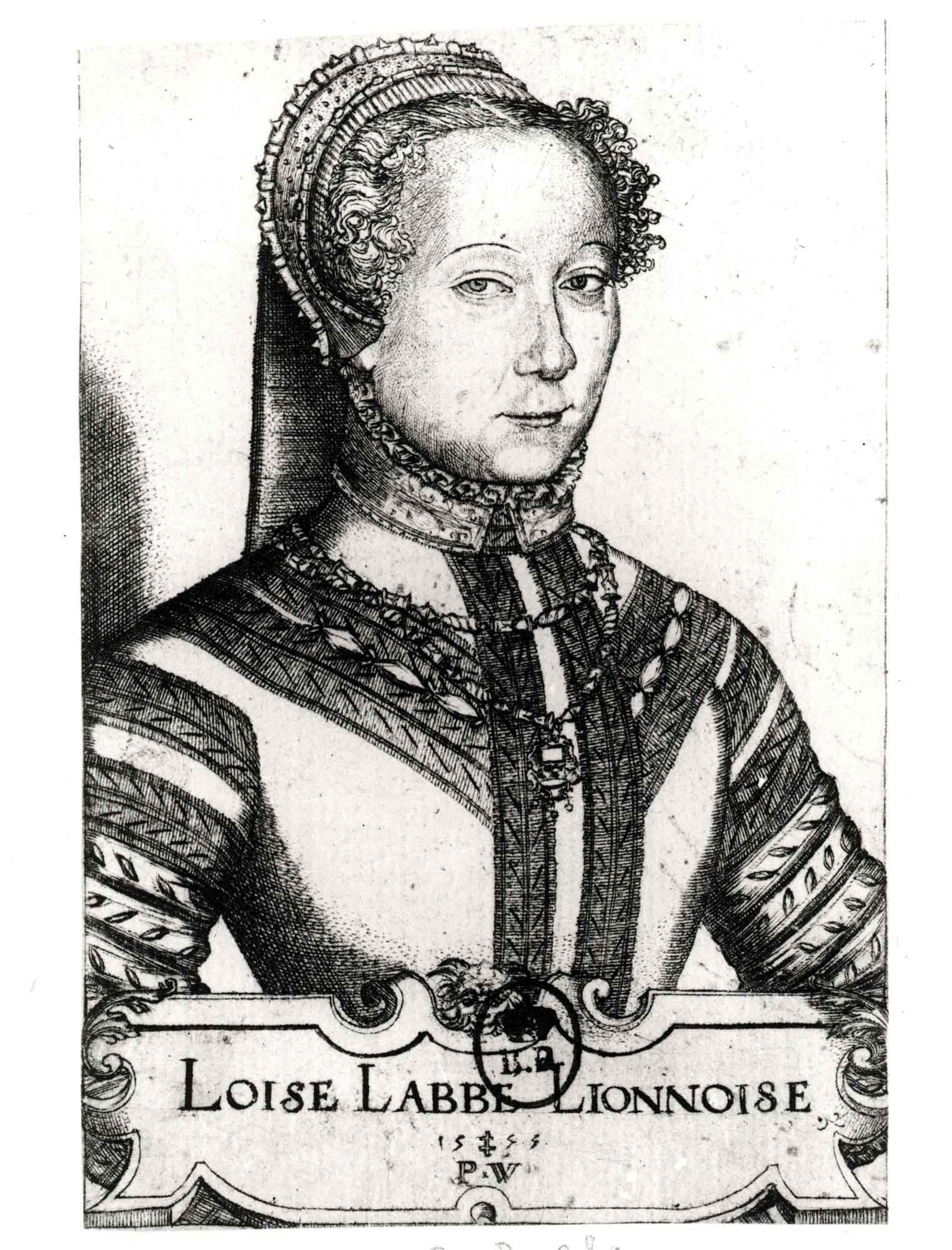
Louise Labé (1524-1566)

Entre 1553 et 1557, il s'installe à Lyon, où il se lie d'amitié avec les poètes et les humanistes Maurice Scève, Louise Labé, Olivier de Magny et  Pontus de Tyard. Publiant en latin, Peletier revient à la poésie avec L’amour des amours (1555) qui rend hommage au poète Lucrèce. Ce nouveau recueil de poésie, composé d’une série de sonnets et de poésies encyclopédiques décrivant des météores, des planètes et les cieux devait influencer les poètes Guillaume du Bartas et Jean Antoine de Baïf. Parcouru par de nombreux phénomènes d'allitérations, ces poésies aux  rimes riches, le rapprochent plus des grands rhétoriqueurs que des autres poètes de la Pléiade. C'est le premier recueil poétique de Peletier à paraître sous une orthographe réformée.
La même année, il donne  l’Art poétique français à l’atelier de l’imprimeur Jean de Tournes au fils duquel, âgé de quatorze ans, il enseigne la géométrie. Cet atelier, il en est en quelque sorte un des responsables. Dans ce manuel de composition poétique, Jacques Peletier souligne que la poésie lui propose une véritable « récréation » et qu’elle est « un exercice d’une bien douce folie ». Dans la dédicace à Zacharie Gaudart, il indique aussi que « l’amour est un sujet capable ». Dans cette œuvre, il entreprend de définir les différents genres poétiques de son temps et l’attitude que les poètes doivent avoir. Il a en particulier le « projet d’y pouvoir appliquer choses naturelles, Cosmographie, Astrologie, et autres choses dignes des plus nettes et graves oreilles ».

### Derniers voyages; des éléments d'Euclide à la peste
En 1557, Jacques Peletier regagne Paris et s'occupe dès lors de médecine et de mathématiques ; il publie ses éléments d'Euclide : Euclidis elementa demonstrationum  (1557), traité critiqué par Jean Borrel et Christopher Clavius. Dans ce traité, Peletier revient sur l'angle de contact d'une courbe et de sa tangente : à l'opposé de Jérôme Cardan et de Christophe Clavius, il nie que l’angle de contact soit une grandeur infiniment petite et considère qu’il n’existe pas comme quantité. Il est soutenu dans ses efforts par Henri de Monantheuil. Pour lui, les mathématiques doivent partir de postulats et de conventions ; la vérité se dégage au fruit d'hésitations et de tâtonnements qui, loin de le conduire au désarroi, lui permettent de mettre en forme.
En 1558, il fait imprimer un discours solennel en latin appelant à la paix entre Henri II et de Charles Quint.

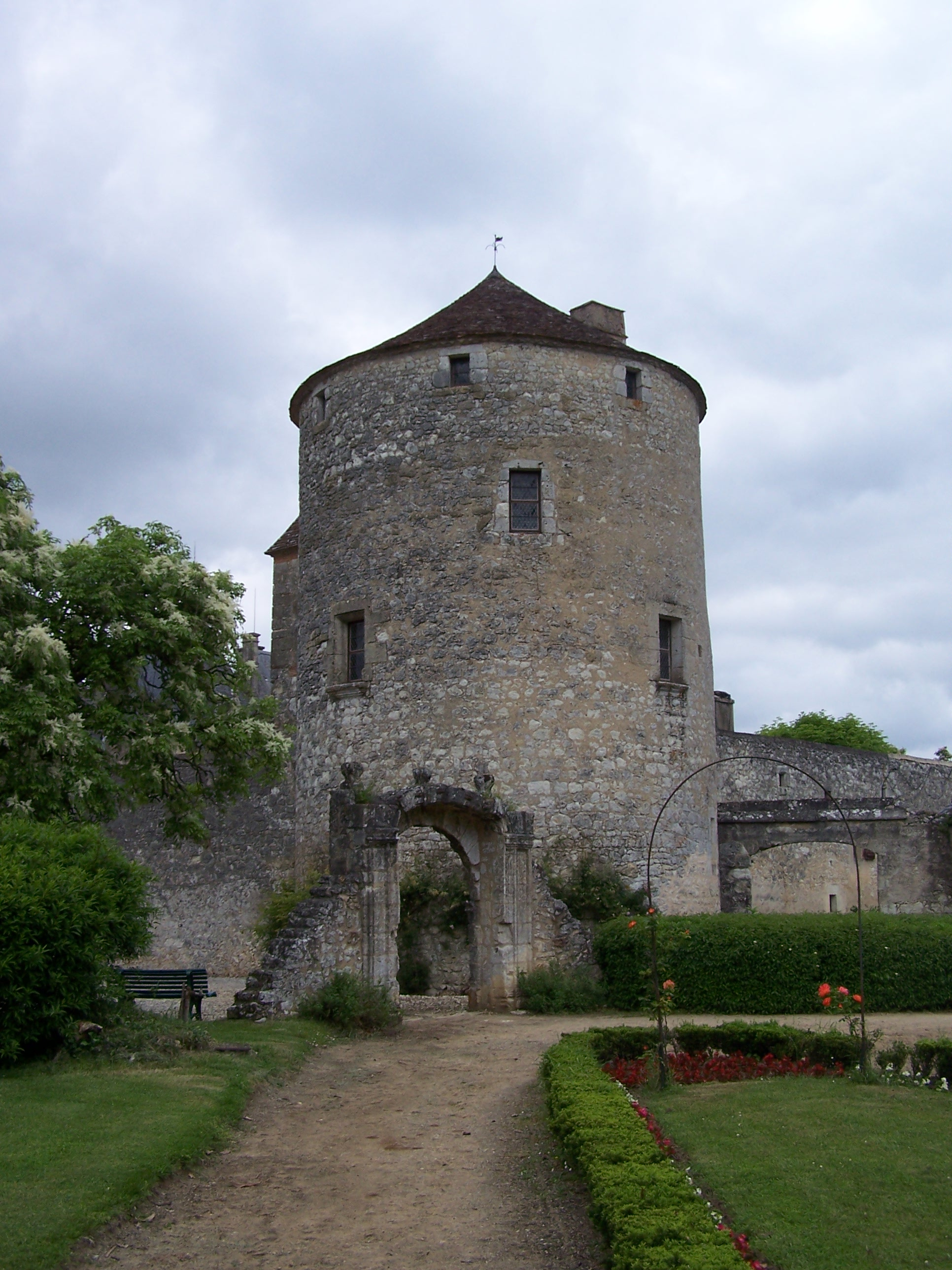
La tour de Michel de Montaigne, auquel Jacques Peletier offrit un talisman

Enfin, Peletier passe les dernières années de sa vie à voyager en Savoie, en Allemagne,  en Suisse, à Bâle, où il édite Jacobi Peletarii Medici et Mathematici, rééditée chez Jamet Mettayer en 1581, le De Peste compendium (une réfutation de Galien sur la peste), et De Constitutione Horoscopi entre 1562 et 1563. Il voyage également en Italie et dans diverses régions de France. De là, il publie de nombreuses œuvres en latin sur l’algèbre, la géométrie et les mathématiques, la médecine.
En 1572, il est brièvement directeur de l’université d’Aquitaine (Bordeaux), mais démissionne de ce poste qui le lasse. Pendant cette période, il a été en bons termes avec Montaigne, qu'il tient au courant de sa découverte des asymptotes, et avec Pierre de Brach. Il plaide devant le parlement, en mauvaise posture, et comme pour se disculper de sa faillite. Les guerres de Religion le retiennent en Aquitaine. En 1579, il est nommé à Poitiers, comme professeur de mathématiques à l'Université, mais le 15 octobre de la même année il revient à Paris. Là, il engage la polémique avec Bressius qui lui reproche son âge et sa pauvreté, mais plus grave encore, d'ignorer le grec et d'appartenir à la religion réformée. En dépit de cette polémique à propos de la chaire créée par Ramus, Peletier est enfin nommé directeur du collège du Mans, rue de Reims.
En 1581, il publie un dernier recueil de poésies, Louanges. Entouré d'amis protestants et de protecteurs qui inclinaient à la Réforme, Jacques Peletier n'a jamais dévié de la foi de ses pères. À sa mort, Jean Dorat le remplace au sein de la Pléiade. Il est fêté de son temps par Scevolle de Sainte-Marthe, qui note l'étendue de ses talents, Pontus de Tyard, Jean Vauquelin de La Fresnaye, et Guillaume Colletet. Le poète savoisien Marc-Claude de Buttet, en réponse à son poème sur La Savoye, lui dédie un sonnet en lui appliquant l'épithète de « Divin Pelletier ».
Jacques Peletier sombra dans l'oubli dès le XVIIe siècle. Sa vie fut étudiée par Gilles Ménage mais il ne reste pas de trace de cette monographie. Bayle le nomme à l'article Bonaventure Des Périers, dont Peletier fut l'ami. Sainte-Beuve le ridiculise. Peletier du Mans ne retrouvera son importance qu'au XXe siècle avec Paul Laumonier et la réimpression de ses œuvres en 1904.

## Un novateur

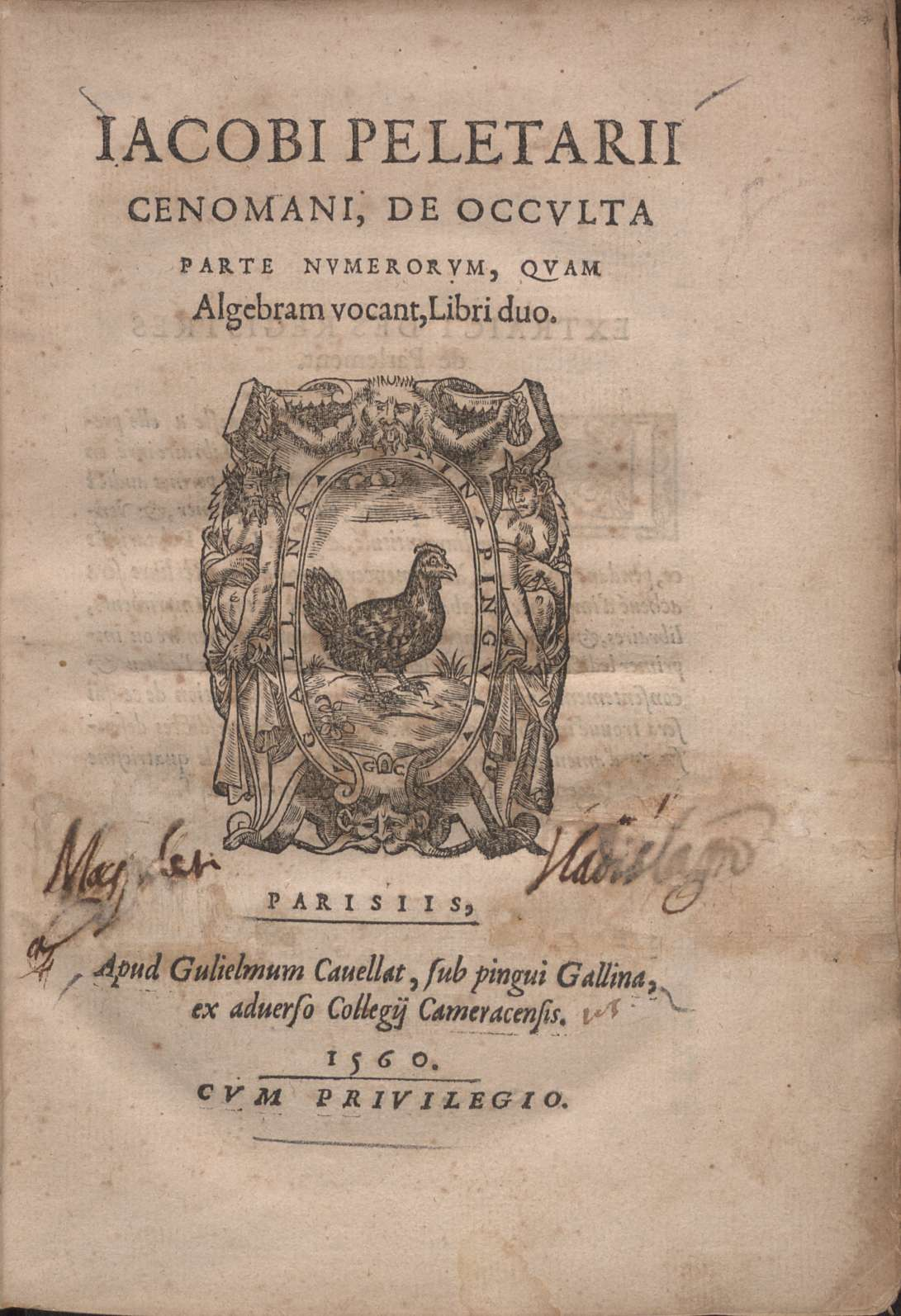
De occulta parte numerorum, quam algebram vocant, 1560

### Poète et mathématicien
Dans un de ses poèmes, Jacques Peletier écrit à ceux qui blâment les mathématiques :
Tant plus je vois que vous blâmez
Sa noble discipline,
Plus à l'aimer vous enflammez
Ma volonté encline.
À rebours, sa poésie se laisse souvent griser par un rythme 'mathématique' et le rapport des nombres plus que par l'oreille. S'il nomme nombre sourds les irrationnels, Pelletier ne fait le plus souvent qu'obéir à sa devise « Moins et Meilleur ». Il a publié dans L'algèbre de Jacques Peletier du Mans, départie an deus livres] chez Jan de Tournes (à Lion) en  1554 de nombreux exemples d'écritures mathématiques dans une langue à l'orthographe réformée.

### Une nouvelle orthographe
On donne ici un extrait de Dialogue de l’ortografe e prononciation françoese :

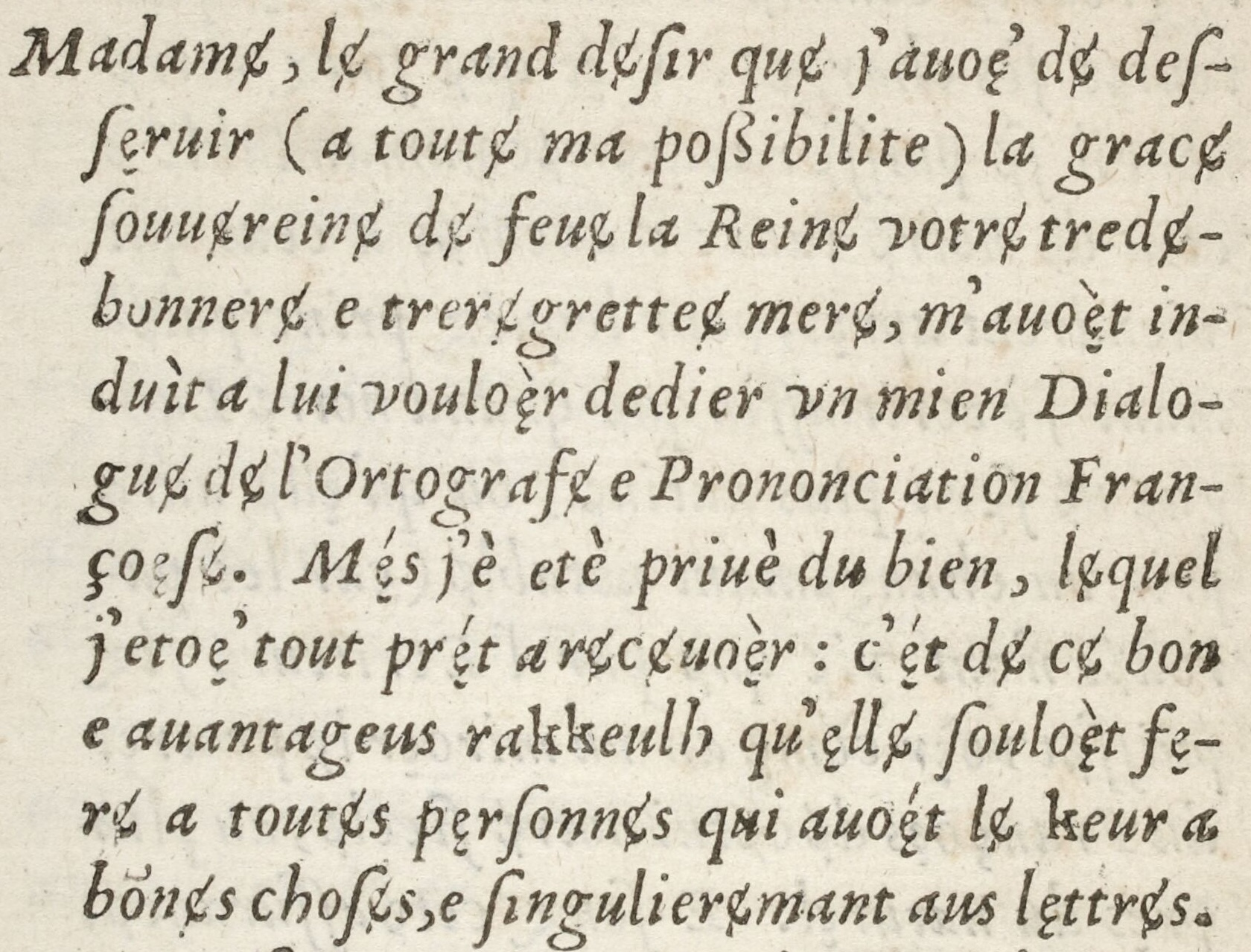

Madamɇ, lɇ grand dɇſir quɇ j’auoę̀ dɇ deſſęruir (a toutɇ ma poßibilite) la gracɇ ſouuɇreinɇ dɇ feuɇ la Reinɇ votrɇ tre dɇbonnerɇ e tre rɇgretteɇ merɇ, m’auoè̱t induìt a lui vouloę̀r dedier un mien Dialoguɇ dɇ l’Ortografɇ e Prononciation Françoȩſɇ. Mȩ́s j’è etè priuè du bien, lɇquel j’etoę tout prę́t arɇcɇuoę̀r : c’ȩ́t  dɇ cɇ bon e auantageus rakkeulh qu’ȩllɇ ſouloę̀t fęrɇ a toutɇs pȩrſonnɇs qui auoȩ́t lɇ keur a bonɇs choſɇs, e ſingulierɇmant aus lęttrɇs.

### La numération de Peletier
Tout en conservant le système original de Nicolas Chuquet, il propose des noms pour les nombres intermédiaires ; le groupement par six chiffres migre alors vers le groupement moderne par trois chiffres. Ainsi il crée, à côté des mots à -illions existant déjà, les mots à  -illiards[Information douteuse]. Cette convention est utilisée à travers le monde, excepté dans les  pays anglophones, le Brésil, la Grèce, la Turquie, la Russie et Puerto Rico. Il n'invente cependant pas le mot milliard qui existait déjà en France selon ses propres dires, mais curieusement il lui donne d'abord la signification de million de millions. 
| Base 10 | Systématique | Chuquet         | Pelletier[réf. nécessaire] | Préfixe |
| ------- | ------------ | --------------- | -------------------------- | ------- |
| 100     | million0     | unité           | unité                      | [unité] |
| 103     | million0,5   | mille           | mille                      | kilo    |
| 106     | million1     | million         | million                    | méga    |
| 109     | million1,5   | mille millions  | milliard                   | giga    |
| 1012    | million2     | billion         | billion                    | téra    |
| 1015    | million2,5   | mille billions  | billiard                   | péta    |
| 1018    | million3     | trillion        | trillion                   | exa     |
| 1021    | million3,5   | mille trillions | trilliard                  | zetta   |
| 1024    | million4     | quadrillion     | quadrillion                | yotta   |

## Œuvres

### Œuvres littéraires et poétiques
- L'art poétique d'Horace, traduit en vers françois, Paris, M. Vascosan, 1545 lire en ligne sur Gallica
- L'amour des amours, vers liriques, Lyon, J. de Tournes, 1555 lire en ligne sur Gallica
- L'art poétique de Jacques Peletier du Mans, Lyon, J. de Tournes, 1555 lire en ligne sur Gallica
- L'art poétique de Jacques Peletier du Mans, édition en ligne lemmatisée et indexée, Corpus phonétique du seizième siècle
- Jacques Peletier du Mans, L'art poétique (éd. André Boulanger), Paris, Les Belles Lettres, 1930.
- Discours non plus mélancoliques que divers, de choses mesmement qui appartiennent à notre France, et à la fin la manière de bien et justement entoucher les lucs et les guiternes, Poitiers, E. de Marnef, 1556 lire en ligne sur Gallica
- La Savoye, Annecy, J. Bertrand, 1572 lire en ligne sur Gallica
- Œuvres poétiques de Jaques Peletier du Mans, intitulez Louanges. Avec quelques autres écris du même auteur, encore non publié, Paris, R. Coulombel, 1581 lire en ligne sur Gallica

### Œuvres mathématiques et arithmétiques
- Arithmeticae practicae methodus facilis per Gemmam Frisium, Huc accesserunt Jacobi Peletarii, annotationes. Ejusdem item de fractionibus astronomicis compendium et de cognoscendis per memoriam calendis, idibus, nonis, festis mobilibus et loco solis et lunae in zodiaco, Parisiis, apud G. Richardum (Guillaume Richard), 1545 lire en ligne sur Gallica
- L'aritmétique de Jacques Peletier du Mans, departie en quatre livres, (1549) lire en ligne sur Gallica
- L’aritmetiquɇ dɇ Iaquɇs Pelɇtier du Mans, dɇpartiɇ an quatrɇ liures, Lion, Ian dɇ Tournes, 1554 (lire en ligne)
- L’algebrɇ dɇ Iaquɇs Pelɇtier du Mans, dɇpartiɇ an deus liures [L’algèbre de Jaques Peletier du Mans, départie en 2 livres], Lion, Ian dɇ Tournes, 1554 (lire en ligne sur Gallica, lire en ligne sur Gallica)
- Jacobi Peletarii Cenomani In Euclidis Elementa geometrica demonstrationum libri sex, Lugduni, apud J. Tornaesium (Jean de Tournes) et G. Gazeium (Guillaume Gazeau), 1557 (lire)
- Jacobi Peletarii Cenomani De occulta parte numerorum, quam algebram vocant, libri duo, Parisiis, G. Cavellat, 1560 (lire en ligne sur Gallica, Bibliothèque européenne de l'information et de la culture)
- De l'usage de géométrie, Paris, Gilles Gourbin, 1573 lire en ligne sur Gallica

### Œuvres orthographiques
- Dialogue de l'ortografe e prononciation françoese departi an deus livres, Poitiers, J. e E. de Marnef à l'anseigne du Pelican, 1550 lire en ligne sur Gallica ; lire en ligne sur Gallica ; lire en ligne sur Gallica ; [lire en ligne]
- Dialoguɇ de l'ortografɇ e prononciation françoęsɇ, éditions en ligne lemmatisées et indexées de l'édition de 1550 (Poitiers, J. et E. de Marnef) et de l'édition de 1555 (Lyon, J. de Tournes), Corpus phonétique du seizième siècle.

## Sources
- Revue Historique et Archéologique du Maine, Le Mans, 2000, passim
- Clément Jugé, Jacques Peletier, du Mans (1517-1582), essai sur sa vie, son œuvre, son influence, Paris : A. Lemerre, 1907  lire ici ou  là
- Bernard Cerquiglini, La Genèse de l'orthographe française (XIIe – XVIIe siècles), Paris, Champion, Unichamp-Essentiel, 2004 lire un compte-rendu
- Tibor Klaniczay, L'Epoque de la Renaissance : 1400-1600. Tome IV, Crises et essors nouveaux : 1560-1610, dir. Tibor Klaniczay, Eva Kushner, Paul Chavy, Amsterdam, J. Benjamins, 2000 lire